# Чемпионат Армении по боксу 2008
Чемпионат Армении по боксу 2008 года проходил в Ереване, в июне 2008 года.

## Медалисты
| Весовая категория            | Золото          | Серебро           | Бронза                           |
| ---------------------------- | --------------- | ----------------- | -------------------------------- |
| Минимальный вес (— 48 кг)    | Айк Манукян     | Мушег Григорян    | Эрнест Назарян Барегам Арутюнян  |
| Наилегчайший вес (— 51 кг)   | Артур Мовсисян  | Манвел Саркисян   | Айк Мкртчян Юрик Мхитарян        |
| Легчайший вес (— 54 кг)      | Артур Григорян  | Грант Егиян       | Вардан Кешищян Артур Крикян      |
| Полулёгкий вес (— 57 кг)     | Азат Оганесян   | Тигран Мисакян    | Егише Овникян Роберт Егисян      |
| Лёгкий вес (— 60 кг)         | Самвел Барсегян | Ваге Абетян       | Артур Бернецян Айк Седракян      |
| Полусредний вес (— 64 кг)    | Геворг Тамазян  | Аркадий Арутюнян  | Андраник Саргсян Роберт Петросян |
| Первый средний вес (— 69 кг) | Армен Епремян   | Гагик Тамазян     | Рафаэл Котанджян Арман Минасян   |
| Второй средний вес (— 75 кг) | Артур Хачатрян  | Нерсик Бабаян     | Армен Никогосян Ншан Григорян    |
| Полутяжёлый вес (— 81 кг)    | Мясник Саркисян | Артур Новрузян    | Карен Татоян Гор Акопян          |
| Полутяжёлый вес (— 91 кг)    | Цолак Ананикян  | Армен Оганян      |                                  |
| Супертяжёлый вес (+ 91 кг)   | Баграт Григорян | Драстамат Асланян | Артур Карханян Акоп Мелконян     |